# Liste der Museen in Schleswig-Holstein
Die Liste der Museen in Schleswig-Holstein enthält sowohl eine Auflistung von Museen aus allen thematischen Bereichen als auch Sammlungen, Gedenkstätten und Ausstellungshäuser in Schleswig-Holstein (geordnet nach Städten / Dörfern / Gemeinden in alphabetischer Reihenfolge). Darüber hinaus werden auch museumsähnliche Einrichtungen aufgeführt, sofern diese entsprechenden Verbänden oder Institutionen angehören oder in mehreren Veröffentlichungen unter der Rubrik "Museen" aufgeführt werden. Nicht nur aktuelle Museen und Ausstellungshäuser werden aufgelistet, sondern auch ehemalige.
Nicht aufgelistet sind in der Regel Galerien und Ausstellungen, bei denen der Verkauf im Vordergrund steht oder Einrichtungen, die überwiegend einem anderen Zweck als der aktiven Wissensvermittlung dienen. Auch sind temporäre (Wander-)Ausstellungen nicht aufgelistet, die sich nur für kurze Zeit an einem Ort befinden.

## A
- Ahlefeld-Bistensee
  - Dorfmuseum Bistensee
- Ahrensburg, Kreis Stormarn
  - Schlossmuseum im Renaissance-Wasserschloss
  - Haus der Natur
- Albersdorf
  - Archäologisch-Ökologisches Zentrum Albersdorf
  - Museum für Archäologie und Ökologie Dithmarschen
- Alt Duvenstedt
  - Militärgeschichtliche Sammlung im LTG 63
- Altenhof bei Eckernförde
  - Herrenhaus Altenhof
- Alkersum (auf Föhr)
  - Museum Kunst der Westküste
- Aukrug
  - Dat ole Hus Heimatmuseum im Ortsteil Bünzen in Bauernkate von 1804
- Aumühle, Kreis Herzogtum Lauenburg
  - Lokschuppen Aumühle Eisenbahnmuseum
  - Bismarck-Museum Friedrichsruh und Bismarck-Mausoleum

## B
- Bad Oldesloe
  - Heimatmuseum
  - Menno-Simons-Gedächtnisstätte und Mennokate
- Bad Schwartau
  - Museum der Stadt Bad Schwartau
- Bad Segeberg
  - Museum Alt-Segeberger Bürgerhaus
  - Otto Flath Kunsthalle und Villa Flath
  - Wollspinnerei Blunck
- Bargteheide
  - Heimatmuseum Orts- und volkskundliche Sammlung
- Barkelsby
  - Gutsmuseum Hohenstein
- Barmstedt
  - Museum der Grafschaft Rantzau auf der Barmstedter Schlossinsel
- Beidenfleth
  - Kameramuseum Beidenfleth
- Bohmstedt
  - Heimatgeschichtliche Sammlung der Gemeinde Bohmstedt
- Bordesholm
  - Museum auf der Klosterinsel Heimatsammlung auf der Klosterinsel Bordesholm
  - Agrarmuseum Schullandheim
- Brammer
  - Steinzeitmuseum
- Bredstedt
  - Naturzentrum Nordfriesland
- Brodersby-Goltoft
  - Dorfmuseum Brodersby
- Brügge
  - Tor zur Urzeit
- Brunsbüttel
  - Nord-Ostsee-Kanal-Ausstellung am Schleuseneingang (Nordseite des Kanals)
  - Schleusenmuseum Atrium
  - Heimatmuseum
  - Kulturring e. V. Brunsbüttel Galerie Stücker
  - Stadtgalerie im Elbeforum
- Büchen
  - Priesterkate
- Büdelsdorf
  - Eisenkunstguss-Museum Büdelsdorf in Carlshütte
- Burg auf Fehmarn
  - Windmühlen- u. Landwirtschaftsmuseum
  - Ernst-Ludwig-Kirchner-Dokumentation
  - Heimatmuseum Peter Wiepert
  - Senator Thomsen Haus
- Burg (Dithmarschen)
  - Burger Museum
  - Waldmuseum
- Busdorf
  - Wikinger Museum Haithabu
- Büsum
  - Museum am Meer
  - Museumshafen Büsum mit Rickmer Bock (Schiff)

## C
- Cismar
  - Haus der Natur ein Naturkundemuseum mit Molluskensammlung
  - Kloster Cismar dient im Sommer als Dependance des Landesmuseums Schleswig-Holsteins für Kunstausstellungen

## D
- Dagebüll
  - Museumspark Fahretoft mit dorfgeschichtlicher und landschaftsgeschichtlicher Wanderweg
- Daldorf
  - Erlebniswald Trappenkamp, Waldhaus
- Damp
  - Gedenkstätte Albatros
  - Deutsches Boxsportmuseum
- Dannewerk
  - Danevirke Museum
- Dörphof
  - Naturkundliches Info-Zentrum mit Vogelmuseum

## E
- Eckernförde
  - Butterschiff-Museum auf der "Andreas Gayk"
  - Museum Eckernförde Museum im alten Rathaus
    - mit Sammlung "Vergessen und verdrängt"

  - Alte Fischräucherei Eckernförde
- Ellerau
  - Karl-Rautenberg-Museum und Heimatmuseum im Bürgerhaus
- Ellerhoop, Kreis Pinneberg
  - Arboretum Ellerhoop-Thiensen
- Elmshorn
  - Industriemuseum Elmshorn
  - Konrad-Struve-Haus der Ortsgeschichte
  - Kunstverein Elmshorn im Torhaus
- Eutin
  - OHa Kunst e. V. Produzentengalerie Eutin
  - Ostholstein-Museum Eutin im Marstall des Eutiner Schloss
  - Schlossmuseum der Stiftung Schloss Eutin
  - Galerie Noran Torhaus Panker
  - Kreisbibliothek Eutin

## F
- Fehmarn
  - Freilichtmuseum Katharinendorf im Katharinenhof
  - Galileo Wissenswelt
  - Heimatmuseum in Burg auf Fehmarn
  - Mühlen- und Landwirtschaftsmuseum Lemkenhafen
  - U-Boot Museum Fehmarn im Hafen von Burgstaaken
  - NABU Wasservogelreservat Wallnau
- Flensburg
  - Museumsberg mit Hans-Christiansen-Haus, Naturwissenschaftlichem Museum und Eiszeit-Haus
  - Schifffahrtsmuseum, Museumshafen mit Alexandra und Museumswerft im Historischen Hafen
  - Wehrgeschichtliches Ausbildungszentrum der Marineschule Mürwik
  - Phänomenta
  - Fischereimuseum
  - Schaubude (Kleines Yachtmuseum)
  - Robbe & Berking Yachting Heritage Centre
  - Bergmühle
- Friedrichsholm
  - Hof Kalkreut
  - Museum im Leuchtturm
- Friedrichsruh
  - Bismarck-Museum der Otto-von-Bismarck-Stiftung
- Friedrichstadt
  - Fünf-Giebel-Haus
  - Museum Alte Münze
  - Tischlereimuseum

## G
- Garding
  - Mommsen-Gedächtnis Gedenkstätte
  - Seegartengalerie
- Geesthacht
  - Geesthacht Museum im Krügerschen Haus
  - Museumsbahn der Arbeitsgemeinschaft Geesthachter Eisenbahn
- Gettorf
  - Heimatmuseum an der Mühle
  - Tierpark Gettorf
- Glinde
  - Museum Glinder Kupfermühle
- Glücksburg
  - Stiftung Schloss Glücksburg
- Glückstadt
  - Detlefsen-Museum im Brockdorff-Palais
  - Palais für aktuelle Kunst
- Gnutz
  - Archiv-Museum-Chronik in Gnutz
- Großenaspe
  - Wildpark Eekholt
- Groß Kummerfeld
  - Eisenbahnmuseum am Bahnhof Kleinkummerfeld
- Grube
  - Dorfmuseum
- Grundhof
  - Kleines Angelner Dorfmuseum

## H
- Havetoftloit
  - Dorfmuseum Dammholm
- Hallig Hooge
  - Heimatmuseum Hans von Holdt
  - Königspesel kulturgeschichtliches Museum (Privatmuseum)
  - Schutzstation Wattenmeer
- Hallig Langeneß
  - Friesenstube Honkerswarf im hist. Hallig-Bauernhaus
  - Kapitän-Tadsen-Museum im Hallighaus von 1741
- Handewitt
  - Heimatkundliche Sammlung des Landfrauenvereins Handewitt
- Hanerau
  - Heimatmuseum Hanerau-Hademarschen mit ostdeutscher Stube und Theodor-Storm-Zimmer
- Harrislee
  - Crusauer Kupfer- und Messingfabrik in Kupfermühle
- Hasselberg
  - Lüttes Museum Karany
- Heide
  - Brahmshaus
  - Museumsinsel Lüttenheid mit Klaus-Groth-Museum
  - Museum für Dithmarscher Vorgeschichte und Heider Heimatmuseum
- Heikendorf
  - Künstlermuseum Heikendorf
- Heiligenhafen
  - Heimatmuseum Heiligenhafen Kircheninsel
- Helgoland
  - Aquarium in der Biologischen Anstalt (geschlossen, soll neu gebaut werden)
  - Museum Helgoland
- Hohenlockstedt
  - Museum am Wasserturm Hohenlockstedt
  - M.1 Arthur Boskamp-Stiftung
- Hohenwestedt
  - Heimatmuseum Hohenwestedt (Burmesterhaus)
- Hohn
  - Förderverein Hohner Dorfmuseum e. V.
- Hoisdorf
  - Stormarnsches Dorfmuseum mit Hermann-Claudius-Stube
- Hollingstedt
  - Schulhausmuseum Heimatkundliche Schulsammlung
- Holzdorf
  - Phonomuseum „Alte Schule“ ein Radio- und Grammofonmuseum
- Husum
  - Kunstverein Husum und Umgebung e. V. Rathaus Husum
  - Nordfriesisches Museum. Nissenhaus Husum
  - Ostenfelder Bauernhaus
  - Schiffahrtsmuseum Nordfriesland
  - Schloss vor Husum
  - Theodor-Storm-Haus
  - Weihnachtshaus Husum

## I
- Idstedt
  - Idstedt-Museum mit Gedächtniskirche und Idstedt-Halle
- Itzehoe
  - Itzehoer Computermuseum im IZET
  - Kreismuseum Prinzesshof des Kreis Steinburg
  - Wenzel-Hablik-Museum

## J
- Jardelund
  - Christian Lassens Mindemuseum
- Jevenstedt
  - Galerie Jevenstedt
  - Schmiedemuseum Jevenstedt

## K
- Kampen auf Sylt
  - Vogelkoje mit historischer Dokumentation
- Kappeln
  - AD Angelner Dampfeisenbahn Freunde des Schienenverkehrs Flensburg e. V.
  - Historisches Sägewerk an der Mühle Amanda
  - Städtische Galerie im Rathaus
- Keitum auf Sylt
  - Sylter Heimatmuseum und Magnus-Weidemann-Museum
  - Altfriesisches Haus
- Kellinghusen
  - Museum Kellinghusen
- Kiel
  - Alter Botanischer Garten mit altem Baumbestand
  - Aquarium Geomar mit musealen Anteilen
  - Atelierhaus im Anscharpark
  - Botanischer Garten mit Gewächshäusern verschiedener Klimazonen, Arboreten und Alpinum
  - Brunswiker Pavillon
  - Bunker-D (Kultur- und Kommunikationszentrum)
  - Computermuseum der Fachhochschule Kiel
  - Erlebnisraum SEALEVEL
  - Flandernbunker Mahnmal Kilian
  - Geologisches und Mineralogisches Museum der CAU zu Kiel
  - Hans Kock Stiftung (Skulpturenpark)
  - Industriemuseum Howaldtsche Metallgießerei
  - Kunsthalle zu Kiel (mit Antikensammlung)
  - Landesgeschichtliche Sammlung der Schleswig-Holsteinischen Landesbibliothek
  - Maschinenmuseum Kiel-Wik
  - Max-Planck-Ausstellung (im Physikzentrum Kiel)
  - Medizin- und Pharmaziehistorisches Museum
  - Militärhistorische Ausstellung Flugabwehr im Marinearsenal Kiel
  - Museum für Völkerkunde der Universität zu Kiel
  - Museumsbrücke Zoogarten
  - Museum vaterländischer Alterthümer (ehemalig)
  - Nord-Ostsee-Kanal-Ausstellung
  - Ofenmuseum Kiel
  - Schifffahrtsmuseum Kiel mit Museumshafen
  - Schleusenmuseum Kiel
  - spce der Muthesius Kunsthochschule
  - Stadtgalerie Kiel
  - Stadtmuseum Warleberger Hof
  - Thaulow-Museum (ehemalig)
  - Theatergeschichtliche Sammlung der Universität und Hebbel-Sammlung
  - Waterkant Ausstellung
  - Zoologisches Museum Kiel
  - 50er Jahre Museum Kiel
- Kropp
  - Geschichtliche Lehrausstellung Jagel Aufklärungsgeschwader 51 „Immelmann“

## L
- Laboe
  - Marine-Ehrenmal Laboe
  - U-Boot-Museum U 995
- Lägerdorf
  - Heimatmuseum Lägerdorf
- Ladelund
  - KZ-Gedenkstätte und Begegnungsstätte
- Langwedel
  - Schoolkat Langwedel
- Lauenburg
  - Elbschifffahrtsmuseum und Elbschifffahrtsarchiv
  - Museumsschiff Raddampfer „Kaiser Wilhelm“
- Lemkenhafen auf Fehmarn
  - Mühlen- und Landwirtschaftsmuseum
- Lensahn
  - Museumshof Lensahn Prienfeldhof
- Lübeck
  - Behnhaus
  - Brahms-Institut an der Musikhochschule Lübeck
  - Buddenbrookhaus
  - Europäisches Hansemuseum
  - Grenz-Dokumentationsstätte Lübeck-Schlutup
  - Günter-Grass-Haus
  - Industriemuseum Geschichtswerkstatt Herrenwyk
  - Museum Haus Hansestadt Danzig
  - Museumshafen Lübeck
  - Museumskirche St. Katharinen
  - Leuchtturm Travemünde und Museumsschiff Passat im Hafen von Travenmünde
  - Naturhistorisches Museum
  - Niederegger Marzipansalon
  - St.-Annen-Museum
  - Stadtmuseum Holstentor
  - Theaterfigurenmuseum Lübeck
  - Völkerkundemuseum
  - Willy-Brandt-Haus Lübeck
- Lütau
  - Museum für die Arbeit mit Zugpferden (im historischen Annenhof)
- Lütjenburg
  - Schleswig-Holsteinisches Eiszeitmuseum
  - Freilichtmuseum Turmhügelburg Lütjenburg

## M
- Malente
  - Tews-Kate (Alte Räucherkate)
- Marne
  - Heimatmuseum Marner Skatclub
- Meldorf
  - Dithmarscher Landesmuseum
  - Dithmarscher Kinder- und Jugendmuseum
  - Schleswig-Holst. Landwirtschaftsmuseum und Neue Holländerei
- Mildstedt
  - Guttempler Museum Mildstedt
- Mohrkirch
  - Volkskundliche Ausstellung
  - Heimatmuseum Mohrkirch
- Molfsee
  - Schleswig-Holsteinisches Freilichtmuseum im Ortsteil Rammsee
- Munkbrarup
  - Windmühle Hoffnung
- Mölln
  - Eulenspiegel-Museum
  - Stadtmuseum im Alten Rathaus
  - Naturkundliches Heimatmuseum

## N
- Nebel auf Amrum
  - Amrumer Heimatmuseum in der Windmühle von 1771
  - Öömrang Hüs
- Neukirchen, Kreis Nordfriesland
  - Nolde Stiftung Seebüll Kunstmuseum mit Werken von Emil Nolde
- Neumünster
  - Tuch und Technik Textilmuseum Neumünster
- Neustadt in Holstein
  - zeiTTor, mit Museum Cap Arcona
- Niebüll
  - Friesisches Heimatmuseum (Freilichtmuseum)
  - Naturkunde-Museum
  - Richard-Haizmann-Museum
- Norddorf auf Amrum
  - Naturzentrum Norddorf
  - Nachbau eines eisenzeitlichen Hauses
- Norderbrarup
  - Knüttel-Schul-Archiv-Museum
- Norderstedt
  - Feuerwehrmuseum Schleswig-Holstein
  - Stadtgeschichtliche Sammlung
  - Harmonika-Museum International
  - Gefängnismuseum Hamburg
- Nortorf
  - Museum Nortorf mit Schallplattenmuseum
  - Skulpturenpark Nortorf
- Nübbel, Kreis Rendsburg-Eckernförde
  - Windmühle Anna Heimatmuseum im Erdholländer
- Nübel, Kreis Schleswig-Flensburg
  - Sammlung volkskundlicher Granitsteine
  - Feuerwehrmuseum

## O
- Oevenum auf Föhr
  - Museum Oevenum
- Oland
  - Nissenhaus Außenstelle Hallig Oland
  - Nissenhaus Außenstelle Hallig Süderoog
- Oldenburg in Holstein
  - Oldenburger Wallmuseum
- Oldenswort
  - Ortsgeschichtliche Sammlung
- Oster-Ohrstedt
  - Dorfmuseum Oster-Ohrstedt
- Ostrohe
  - Deutsche Zweiradsammlung

## P
- Pellworm
  - Inselmuseum
  - Sammlung Liermann
  - Wattenmuseum Pellworm
- Pinneberg
  - Deutsches Baumschulmuseum
  - Die Drostei – Galerie | Musik | Lesung Stiftung Landdrostei – Das Kreiskulturzentrum
  - Samlandmuseum im altes Bürgerhaus
  - Stadtmuseum im alten Amtsrichterhaus
  - Volkskundliches Museum Möllnhof[1]
- Plön
  - Museum des Kreises Plön im Witwenpalais der Herzogin Dorothea Christine mit norddeutscher Glassammlung
  - Galerie am See Schlossgebiet
  - Kulturforum Schwimmhalle Schloss Plön e. V.
- Preetz
  - Erstes Circus-Museum in Deutschland
  - Heimatmuseum Preetz

## R
- Ratzeburg
  - A.-Paul-Weber-Museum
  - Ernst-Barlach-Museum (Vaterhaus)
  - Haus Mecklenburg
  - Kreismuseum Herzogtum Lauenburg
- Reinbek
  - Museum Rade am Schloss Reinbek
  - Sammlung Dr. Thiemann im Schloss Reinbek
  - Schloss Reinbek Kulturzentrum
- Reinfeld
  - Städtisches Heimatmuseum Reinfeld
- Rendsburg
  - Elektromuseum der Schleswig-Holstein Netz AG
  - Jüdisches Museum Rendsburg im Dr.-Bamberger-Haus
  - Museen im Kulturzentrum Historisches Museum und Druckmuseum
- Rieseby
  - Heimatmuseum in der Mühle Anna

## S
- Sankt Michaelisdonn
  - Freimaurermuseum der großen Landesloge
  - Schleswig-Holsteinisches Landwirtschaftsmuseum
- Sankt Peter-Ording
  - Museum der Landschaft Eiderstedt im Jensen-Haus
- Satrup
  - Dorfmuseum Satruphuus
- Schaalby
  - Sammlung Heppelmann
  - Wassermühle Schaalby
- Schacht-Audorf
  - Volkskundliche Sammlung
- Schleswig
  - Völkerkundliche Sammlungen im Archäologischen Landesmuseum
  - Holm-Museum
  - Präsidentenkloster
  - Schleswig-Holsteinisches Landesarchiv Prinzenpalais
  - Städtisches Museum im Günderothschen Hof
  - Archäologisches Landesmuseum auf Schloss Gottorf
  - Landesmuseum für Kunst und Kulturgeschichte
  - Museum für Outsiderkunst
  - Volkskunde Museum auf dem Hesterberg
  - Heimatmuseum der Ostdeutschen Landsmannschaften
- Schwabstedt
  - Heimatgeschichtliche Sammlung des Kirchspiels
- Schwarzenbek
  - A.R.S Das Amtsrichterhaus im historischen Park
- Schwesing
  - KZ-Außenlager Husum-Schwesing
- Schönberg (Holstein)
  - Kindheitsmuseum
  - Museumseisenbahn Schönberger Strand und historischer Bahnhof
  - Probsteier Heimatmuseum
- Schönwalde
  - Dorfmuseum
- Sehestedt
  - Dorfmuseum im Pfarrhaus
- Sieverstedt
  - Dorfmuseum Süderschmedeby
  - Eiderstedter Heimatmuseum Haus Jensen
- Sierksdorf
  - Erstes Deutsches Bananenmuseum
- Stadum
  - Militärgeschichtliche Sammlung der Traditionsgemeinschaft des AG 52
- Steinberg
  - Dachboden-Museum

## T
- Tarp
  - Galerieholländer in Tarp
  - „Tarper Mühle“ Touristen- und Servicecenter
- Tetenbüll (Halbinsel Eiderstedt)
  - Haus Peters
- Timmendorfer Strand
  - Menno Simons-Gedächtnisstätte
- Tolk
  - Volkskundliche Sammlung
- Trappenkamp
  - Erlebniswald Trappenkamp
  - Museumsbunker Trappenkamp
- Tönning
  - Historisches Packhaus am Hafen: Stadtgeschichtliche Ausstellung
  - Multimar Wattforum Tönning
- Tornesch
  - Volkskundliche Sammlung Mölln Hof[1]

## U
- Uetersen
  - Luftwaffenmuseum Uetersen (geschlossen, jetzt Militärhistorisches Museum Flugplatz Berlin-Gatow)
  - Mädchen-Bürgerschule in Haus Ueterst End
  - Museum Langes Tannen
  - Stadtgeschichtliches Heimatmuseum Uetersen
- Ulsnis
  - Dorfmuseum Ulsnis
  - Heimatmuseum Kius
- Unewatt bei Langballig
  - Landschaftsmuseum Angeln Völkerkundemuseum aus 5 Museumsinseln

## W
- Wagersrott
  - Sammlung Holländerhof (2022 dauerhaft geschlossen)
- Wanderup
  - Volkskundliche Sammlung und heimatliche Bildersammlung Wanderup
- Warder, Kreis Rendsburg-Eckernförde
  - Tierpark Arche Warder für seltene und gefährdete Haustierrassen Naturkundliches Freilichtmuseum
- Warmhörn (Eiderstedt, Gemeinde Tetenbüll)
  - Café Alte Schule Authentische Sammlung von Lern- und Lehrmaterialien im Kulturdenkmal von 1874
- Wedel (Holstein)
  - Buddelschiff- und Muschelmuseum am Willkomm Höft
  - Ernst-Barlach-Museum (Barlachs Geburtshaus)
  - Stadtmuseum Wedel (Heimatmuseum Stadtgeschichtliche Sammlung)
- Wenningstedt
  - Denghoog Großsteingrab mit begehbarer Grabkammer
  - Naturzentrum Braderup
- Wentorf bei Hamburg
- Woods Art Institute
- Wesselburen
  - Hebbel-Museum
  - Kohlosseum
- Westerland
  - Staatsgalerie Alte Post
- Wilster
  - Altes Rathaus der Stadt Wilster
  - Naturkundemuseum Wilster
- Witzwort
  - Roter Haubarg Eiderstädter Heimatmuseum
- Wyk auf Föhr
  - Dr. Carl Haeberlin Friesen-Museum